# Rio+10
Rio+10  ou  Cúpula Mundial sobre Desenvolvimento Sustentável (em inglês, Earth Summit 2002) foi um fórum de discussão das Nações Unidas realizado entre os dias 26 de agosto e 4 de setembro de 2002, em Johanesburgo, África do Sul. Teve como objetivo principal discutir soluções já propostas na Agenda 21 primordial (Rio 92), para que pudesse ser aplicada de forma coerente não só pelo governo, mas também pelos cidadãos, realizando uma agenda 21 local, e implementando o que fora discutido em 1992.
Foi um encontro de alto nível, reunindo líderes mundiais, cidadãos engajados, agências das Nações Unidas, instituições financeiras multilaterais e outros importantes atores, para avaliar a mudança global desde a histórica Conferência das Nações Unidas para o Meio Ambiente e Desenvolvimento de 1992 (também conhecida como a Cúpula da Terra, ou Rio-92). A Rio-92, realizada entre 3 e 14 de junho daquele ano, no Rio de Janeiro, reuniu legisladores, diplomatas, cientistas, a mídia, e representantes de organizações não governamentais de 179 países, num esforço maciço para reconciliar as interações entre o desenvolvimento humano e o meio ambiente. O evento foi realizado por ocasião do 20º aniversário da Conferência de Estocolmo sobre o Meio Ambiente Humano (1972), a primeira conferência mundial que tratou da natureza, tanto global quanto transfronteiriça, da degradação e poluição ambientais.
A agenda do Rio enfocou a procura de meios de cooperação entre as nações para lidar com problemas ambientais globais como poluição, mudança climática, destruição da camada de ozônio, uso e gestão dos recursos marinhos e de água doce, desmatamento, desertificação e degradação do solo, resíduos perigosos, e a perda da diversidade biológica. A conferência culminou na elaboração da Agenda 21, um programa pioneiro de ação internacional sobre questões ambientais e desenvolvimentistas, voltado à cooperação internacional e ao desenvolvimento de políticas para o século XXI. Suas recomendações incluíram novas formas de educação, preservação de recursos naturais e participação no planejamento de uma economia sustentável.

## História

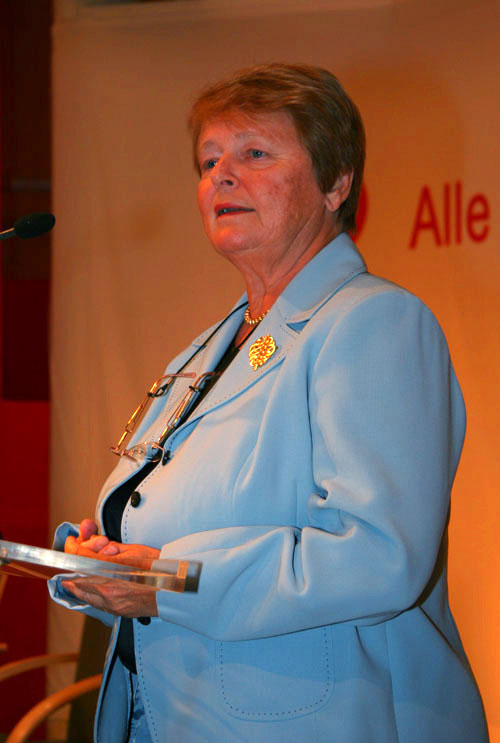
Gro Harlem BrundtlandFoto: Harry Wad.

A Conferência das Nações Unidas para o Meio Ambiente foi realizada em Estocolmo, Suécia, em junho de 1972, e marcou o surgimento do direito ambiental internacional. A Declaração sobre Ambiente Humano, também conhecida como Declaração de Estocolmo, estabelece princípios para várias questões ambientais internacionais, incluindo os direitos humanos, gestão de recursos naturais, prevenção da poluição e da relação entre ambiente e desenvolvimento. A conferência também levou à criação do Programa das Nações Unidas para o Meio Ambiente.
O Relatório Brundtland criado por Gro Harlem Brundtland, a pioneira do desenvolvimento sustentável, deu impulso à primeira Cúpula da Terra, em 1992, que também foi dirigida por Maurice Strong, que foi um proeminente membro da Comissão de Brundtland, bem como da Agenda 21.
As discussões iniciais sobre uma possível nova cimeira informal em 2002 começaram em fevereiro de 1998, dirigidas por Derek Osborn, que co-presidiu as reuniões preparatórias para o Rio+5 e o Fórum dos Interessados por um Futuro Sustentável. Um conjunto de 10 governos começaram a trabalhar informalmente para começar a montar a agenda da possível cimeira. Os trabalhos realizados entre 1998 e 1999 garantiu que a Comissão das Nações Unidas, em 2000, desse aval para a realização da cúpula.

## O dossiê da energia
A energia foi outra questão delicada discutida nesta edição. Os países do Norte, incluindo os Estados Unidos, são acusados regularmente de serem culpados pelo excesso no consumo de energia, e os NPI lutam para suprir sua demanda. As reservas de combustíveis fósseis estarão em risco de esgotamento nas próximas décadas, e o petróleo será proibido aos países do Sul.
Apesar deste contexto de tensões económicas internacionais, as energias renováveis e seus usos seguem estando fora do alcance de muitos países emergentes.

### A produção agrícola
A produtividade agrícola através da agricultura intensiva suscita algumas agitações na comunidade científica e entre os consumidores. Além da regressão e degradação do solo, este método de produção aumenta, pelo uso de fertilizantes e pesticidas, uma contaminação dos produtos finais e das águas subterrâneas. Outros sistemas de produção agrícola têm tido uma grande aceitação passageira, tal como a agricultura biológica, mas seguem fora do alcance dos países do Sul que lutam para alimentar a própria população.

### Biodiversidade das espécies animais
Sob o efeito da pressão demográfica, numerosas reservas ecológicas tem sido diminuídas e veem sua existência ameaçada pelas necessidades econômicas dos países. Assim, numerosas espécies de plantas e animais desaparecem sob a influência do desmatamento ou da destruição do seu meio ambiente.

### Saúde
Enquanto que os laboratórios estão buscando novos princípios ativos nas espécies do Sul, muitos deles seguem carecendo de acesso às farmacopeias dos países desenvolvidos, privando-os da atenção a populações inteiras frequentemente confrontadas com flagelos da SIDA e a malária.

## Uma questão simbólica
A Cúpula da Terra apresenta uma importante questão simbólica. É a prova do desenvolvimento de uma cultura mundial pelo respeito à ecologia.
Seu objetivo é demostrar a capacidade coletiva frente aos problemas planetários e opôr-se ao poder unilateral da principal potência, os Estados Unidos. Afirma a necessidade de um crescimento em conformidade com o meio ambiente, com a saúde, a educação e a justiça.
O desafio político da cúpula é também importante, já que demonstra que a guerra contra o terrorismo não é o único problema mundial nos dias de hoje.

## Objetivos
Esta terceira edição serviu para fazer um balanço da anterior ECO-92, realizada no Rio de Janeiro em 1992. Centrada no desenvolvimento sustentável, seu objetivo era a adoção de um plano de ação de 153 artigos divididos em 615 pontos sobre diversos temas: a pobreza e a miséria, o consumo, os recursos naturais e sua gestão, globalização, o cumprimento dos direitos humanos,o lazer etc..
Como consta no Informativo da Cúpula Mundial sobre o Desenvolvimento Sustentável, Joanesburgo (África do Sul), 26 de agosto a 4 de setembro de 2002, obrigou-se aos países desenvolvidos alcançar os níveis intencionalmente convencionados de assistência oficial ao desenvolvimento, apoiar a criação de alianças regionais fortes para promover a cooperação internacional, afirmar que o setor privado também tem o dever de contribuir ao desenvolvimento sustentável, e por último chamada para criação de instituições internacionais e multilaterais mais eficientes, democráticas e responsáveis.

## Conquistas
Apesar dos problemas levantados, a ampla participação e colaboração foram chaves para o bom desenvolvimento da Cúpula e consequentemente, para o êxito do desenvolvimento sustentável. O grande êxito da Cúpula da Terra de Joanesburgo foi a ênfase que se conseguiu pôr a temas de desenvolvimento social tais como a erradicação da pobreza, o acesso a água e aos serviços de saneamento, e a saúde. Assim, se acordou reduzir à metade, para o ano 2015, a proporção de pessoas cuja renda seja inferior a 1 dólar por dia, a de pessoas que sofrem de fome e a de pessoas que não tenham aceso a água potável. Se acordou também fortalecer a contribuição do desenvolvimento industrial à erradicação da pobreza, de maneira compatível com a proteção do meio ambiente.
Apesar dessas conquistas, foi considerada a menos produtiva das reuniões ambientais internacionais, porque os debates se focaram mais em geopolítica e as questões ambientais foram postas de lado.

## Liberalismo humanitário
Os países do Norte preferiram a participação das empresas privadas na criação de associações entre os governos e as empresas. As Nações Unidas haviam publicado uma lista de associações, com as empresas que receberam a aprovação como respeitantes ao meio ambiente. As associações são conhecidas como Type II agreements.
Alguns, inclusive os representantes de ONGs, protestaram a contra a atitude dos Estados Unidos e da União Europeia, que defendiam, na sua opinião, os interesses das transnacionais. Muitos viram este enfoque, promovido por Washington, D.C., como uma forma para que o Estado abandonasse suas responsabilidades.

## Os custos da reunião
A Cúpula de Joanesburgo custou 33 milhões de euros à África do Sul e 47 milhões às Nações Unidas, 80 milhões de euros no total.
Isto poderia representar:
- 67% do gasto em saneamento no Mali;
- O acesso à água potável de 80 000 pessoas numa cidade como La Paz (Bolívia) ou Manila (Filipinas);
- O preço da compra de quase 2 Rafales (sem armas) ou de 4 F-16 (sem armas);
- O custo da aquisição de 11 tanques estadunidenses M1 Abrams.

Catherine Kamping, destacou durante o encerramento que enquanto um terço da população mundial ganha menos de um dólar por dia, nós ficamos durante dez dias neste paraíso de riqueza para conseguir resultados decepcionantes.